# Follajtár József
Follajtár József, olykor Folajtár (Nagyőrvistye, 1870. március 9. – Budapest, 1936. január 29.) MÁV-alkalmazott, irodakezelő, publicista, Follajtár Ernő apja.

„A hagyományokról azoknak, kik történettel foglalkoznak okmányok alapján, megvan a maguk bevált nézetük. Tudjuk, hogy ez a képzelődés színgazdag és kimeríthetetlen forrásából táplálkozó tradíció jobban hat a kedélyre, mint az igazságon alapuló valóság... (a történetíró) csak úgy meríthet belőle, ha ki tudja hámozni a történeti magot.”

– Follajtár József, 1930

## Életútja
Follajtár György és Panik Anna gyermeke. 1870-ben született ősi Nyitra megyei család sarjaként. Kassán végzett teológiai tanulmányokat, majd Nagyszombatban a tanítóképzőben tanult. Pöstyénben kezdte tanítói pályáját. 1895-ben intézővé nevezték ki, majd főintéző lett. 1926-ban vonult nyugdíjba 35 évi szolgálat után. 1922-től működő tagja volt a Magyar Heraldikai és Genealógiai Társaságnak.
Történészként és szociográfusként is hírnevet szerzett. Fontosabb  munkái: az Ocskay-család biográfiája, amely a Turul című történelmi folyóiratban jelent meg. Megírta Pöstyén és vidékének monográfiáját, azonkívül több különböző történelmi és hadtörténelmi munka szerzője. 1936 elején hunyt el gyomorvérzésben, a terézvárosi MÁV kórházban.
Felesége Piroska Gizella volt. Gyermekei: József (MFTR intéző) és Ernő (gimnáziumi tanár, aki levéltári kutatásokat folytatott, a Magyar Szociográfiai Intézet tisztviselője, szakirodalmi tevékenysége jelentős volt).

## Publikációi
- 1905 Pöstyén egyházi emlékeiről. Archaeologiai Értesítő 25/3, 266-270.
- 1907 Pöstyén és környéke.[9]
- 1910 A Patvaróczyak. Turul 28, 168-173.[10]
- 1926 Ocskay László gyermekeiről. Turul 1926, 17-18.
- 1927 Csejthe. Turisták Lapja 39.
- 1927 Temetvény vára. Turisták Lapja 39, 16-19.
- 1928 Berencs vára. Turisták Lapja 40, 62-63.
- 1928 Galgóc eleste 1663-ban. Hadtörténelmi Közlemények 29, 142-151.
- 1929 Ocskay Gáspár Pozsony város főkapitánya 1621-ben. Hadtörténelmi Közlemények 30, 34-38.[11]
- 1929 Korlátkő vára. Turisták Lapja XLI, 21-22.
- 1930 Az ocskói Ocskay-család I–II. Turul 1930, 1–20, 83–90.[12]